# Fernande Tchétché
Fernande Tchétché est une footballeuse internationale ivoirienne, née le 20 juin 1988. Elle évolue au poste de défenseur.

## Biographie
Elle participe avec l'équipe de Côte d'Ivoire à la Coupe du monde 2015 organisée au Canada. Lors du mondial, elle joue trois matchs : contre l'Allemagne, la Thaïlande, et enfin la Norvège.

## Palmarès
- Troisième du championnat d'Afrique féminin en 2014 avec l'équipe de Côte d'Ivoire